# Serzhi Aselaini
Serzhi Aselaini (nacido el 29 de octubre de 1991 en Bouaké) es un jugador de baloncesto georgiano-marfileño que actualmente pertenece a la plantilla del Stade Abidjan de la National 1A, la máxima división marfileña. Con 1,98 metros de altura puede jugar tanto en la posición de Alero como en la de Ala-Pívot. Es internacional absoluto con Costa de Marfil.

## Trayectoria profesional

### TSU Tbilisi
Jugó en el TSU Tbilisi georgiano durante la temporada 2012-2013.
Disputó 17 partidos de liga y 8 de play-offs con el conjunto de Tbilisi, promediando en liga 12,5 puntos, 10,6 rebotes, 1 asistencia, 1,2 robos y 1 tapón en 28,6 min de media, mientras que en play-offs promedió 14 puntos, 10,8 rebotes, 1,8 asistencias, 1,3 robos y 2,8 tapones en 31 min de media.
Fue el 5º máximo reboteador y el 6º máximo taponador de la Georgian Super Liga. A final de temporada recibió una mención honorable Georgian Super Liga por Eurobasket.com.

### Stade Abidjan
Fichó por el Stade Abidjan de su Costa de Marfil natal para la temporada 2013-2014, permaneciendo actualmente en el club. Ganó la Copa Marfileña en 2014.

## Selección Marfileña
Es internacional absoluto con la selección de baloncesto de Costa de Marfil desde 2015, cuando disputó el AfroBasket 2015, celebrado en Radès, Túnez, donde Costa de Marfil quedó en 12.ª posición. 
Jugó 5 partidos con un promedio de 7 puntos (71,4 % en tiros de 2 y 62,5 % en tiros libres) y 2,2 rebotes en 17,2 min de media, siendo el 3º máximo anotador de su selección.